# Tomáš Guman
Tomáš Guman (* 2. června 1997 Roudnice nad Labem) je český lední hokejista hrající na pozici útočníka.

## Život
S hokejem začínal v Ústí nad Labem, v tamním Slovanu. Za něj nastupoval i v jeho mládežnických výběrech. Před ročníkem 2012/2013 však klub opustil a přestoupil do švýcarského klubu HC Davos, za nějž nastupoval ve výběru do sedmnácti let. Další čtyři utkání odehrál rovněž za stejně starý výběr klubu HC Rheintal. Další ročník (2013/2014) kompletně strávil v davoském výběru do sedmnácti let. Následující sezónu začal sice ve výběru davoského klubu do dvaceti let, nicméně v jeho průběhu se vrátil zpět do své vlasti, a sice do týmu Motoru České Budějovice, kde hrál za výběry do osmnácti a do dvaceti let.
V ročníku 2015/2016 nastupoval za výběr do dvaceti let českobudějovického klubu, ale odehrál zápasy rovněž za muže tohoto jihočeského klubu. Další sezónu začal mezi juniory Motoru České Budějovice, odkud ale přestoupil do švédského klubu Luleå HF, za nějž nastoupil do dvaceti zápasů, a další tři v rámci hostování odehrál za Asplöven HC ze stejné země. Pak se vrátil zpět do vlasti a nastupoval za českobudějovické muže.
Celou sezónu 2017/2018 strávil kompletně jako hráč znojemských Orlů v mezinárodní EBEL lize. Za stejný klub začal i další ročník, ale v jeho průběhu přestoupil do Poruby, ze které formou hostování vypomáhal též Vítkovicím. Po sezóně do Vítkovic přestoupil a naopak odtamtud pomáhal na hostování porubskému celku. Pro ročník 2020/2021 se stal kmenovým hráčem Kladna. Následně znovu přestoupil do Poruby, odkud formou střídavých startů vypomáhal vítkovickému celku.
Na sezónu 2022/2023 se stal členem kádru litoměřického Stadionu. Z něj ale přestoupil do HK Nitra, odkud hostoval v celku Vlci Žilina. Před dalším ročníkem (2023/2024) se do Litoměřic vrátil, nicméně v průběhu sezóny přestoupil do pražské Slavie.